# Liste der Kulturdenkmale in Rennersdorf (Dresden)
Die Liste der Kulturdenkmale in Rennersdorf umfasst sämtliche Kulturdenkmale der Dresdner Gemarkung Rennersdorf.

## Legende
- Bild: Bild des Kulturdenkmals, ggf. zusätzlich mit einem Link zu weiteren Fotos des Kulturdenkmals im Medienarchiv Wikimedia Commons. Wenn man auf das Kamerasymbol klickt, können Fotos zu Kulturdenkmalen aus dieser Liste hochgeladen werden:
- Bezeichnung: Denkmalgeschützte Objekte und ggf. Bauwerksname des Kulturdenkmals
- Lage: Straßenname und Hausnummer oder Flurstücknummer des Kulturdenkmals. Die Grundsortierung der Liste erfolgt nach dieser Adresse. Der Link (Karte) führt zu verschiedenen Kartendiensten mit der Position des Kulturdenkmals. Fehlt dieser Link, wurden die Koordinaten noch nicht eingetragen. Sind diese bekannt, können sie über ein Tool mit einer Kartenansicht einfach nachgetragen werden. In dieser Kartenansicht sind Kulturdenkmale ohne Koordinaten mit einem roten bzw. orangen Marker dargestellt und können durch Verschieben auf die richtige Position in der Karte mit Koordinaten versehen werden. Kulturdenkmale ohne Bild sind an einem blauen bzw. roten Marker erkennbar.
- Datierung: Baubeginn, Fertigstellung, Datum der Erstnennung oder grobe zeitliche Einordnung entsprechend des Eintrags in der sächsischen Denkmaldatenbank
- Beschreibung: Kurzcharakteristik des Kulturdenkmals entsprechend des Eintrags in der sächsischen Denkmaldatenbank, ggf. ergänzt durch die dort nur selten veröffentlichten Erfassungstexte oder zusätzliche Informationen
- ID: Vom Landesamt für Denkmalpflege Sachsen vergebene, das Kulturdenkmal eindeutig identifizierende Objekt-Nummer. Der Link führt zum PDF-Denkmaldokument des Landesamtes für Denkmalpflege Sachsen. Bei ehemaligen Kulturdenkmalen können die Objektnummern unbekannt sein und deshalb fehlen bzw. die Links von aus der Datenbank entfernten Objektnummern ins Leere führen. Ein ggf. vorhandenes Icon  führt zu den Angaben des Kulturdenkmals bei Wikidata.

## Liste der Kulturdenkmale in Rennersdorf
| Bild                                    | Bezeichnung                                                                                 | Lage                                    | Datierung                                                                   | Beschreibung | ID       |
| --------------------------------------- | ------------------------------------------------------------------------------------------- | --------------------------------------- | --------------------------------------------------------------------------- | --- | -------- |
| Direkt Bild zu diesem Denkmal hochladen | Wegesäule                                                                                   | Rennersdorfer Hauptstraße (Karte)       | bez. 1811 (Wegesäule)                                                       | ortsgeschichtlich bedeutend | 09283197 |
|                                         | Seitengebäude, Scheune und Pforte eines ehemaligen Dreiseithofes                            | Rennersdorfer Hauptstraße 1 (Karte)     | 1. Hälfte 19. Jh. (Seitengebäude)                                           | weitgehend bauzeitlich erhaltene Wirtschaftsgebäude mit Satteldächern, Pforte mit Datierung 1871, Fachwerkscheune hofseitig dreitorig, als Zeugnis ländlicher Architektur und Volksbauweise ihrer Zeit und als Teil des alten Rennersdorfer Ortskerns baugeschichtlich und ortsgeschichtlich von Bedeutung | 09283207 |
|                                         | Wohnstallhaus und Schuppen eines Bauernhofes                                                | Rennersdorfer Hauptstraße 6; 6a (Karte) | nach 1800 (Wohnstallhaus)                                                   | ehemaliges Bauernhaus mit Satteldach und zweiriegeligem Fachwerkobergeschoss, Giebel verbrettert, Gebäude als Zeugnis ländlicher Architektur und Volksbauweise ihrer Zeit und als Teil des alten Rennersdorfer Ortskerns baugeschichtlich und ortsgeschichtlich von Bedeutung | 09283206 |
|                                         | Gasthof Zur Silbertalsperre: Ehemaliger Gasthof mit Nebengebäude                            | Rennersdorfer Hauptstraße 8 (Karte)     | 2. Hälfte 19. Jh. (Gasthof)                                                 | heute Wohnhaus, das Hauptgebäude mit Anbauten vermutlich der Umbauphase von 1900, im Obergeschoss mit Rundbogenfenstern, Putzfassade, Satteldach, das Nebengebäude ehemaliges Armenhaus, als Teil des alten Rennersdorfer Ortskerns baugeschichtlich und als ehemaliger Gasthof mit Armenhaus ortsgeschichtlich von Bedeutung | 09283208 |
|                                         | Wohnstallhaus eines Dreiseithofes                                                           | Stauseeweg 1 (Karte)                    | bez. 1858 (Wohnstallhaus)                                                   | zeit- und ortstypisches Bauernhaus, als Wohngebäude umgebaut, massiver, verputzter Bau mit Satteldach, Schaugiebel mit Rundbogenfenstern, als Zeugnis ländlicher Architektur und Volksbauweise seiner Zeit und als Teil des alten Rennersdorfer Ortskerns baugeschichtlich und ortsgeschichtlich von Bedeutung | 09283212 |
|                                         | Zwei Wohnstallhäuser, Hofeinfahrt und Scheune eines Dreiseithofes                           | Stauseeweg 2 (Karte)                    | 1743 Dendro (Seitengebäude); bez. 1804 (Wohnstallhaus); bez. 1874 (Scheune) | ursprünglich zwei Höfe, das ältere Wohnhaus mit Stall und Scheunenfunktion im Ober- und Dachgeschoss, selten erhaltene Hausform im Dresdner Raum mit einer Fülle von bauzeitlichen Details, von allem das ältere Wohnhaus als Zeugnis ländlicher Architektur und Volksbauweise seiner Zeit baugeschichtlich und ortsgeschichtlich bedeutend | 09283211 |
|                                         | Seitengebäude und Hofeinfahrt eines Vierseithofes                                           | Stauseeweg 4 (Karte)                    | 2. Hälfte 19. Jh. (Seitengebäude); bez. 1906 (Toreinfahrt)                  | Auszugshaus trauständige, verputzt, Krüppelwalmdach, südlich angebaute Loggia und Balkon, Torflügel bez. 1906, als Zeugnis ländlicher Architektur und Volksbauweise ihrer Zeit und als Teil des alten Rennersdorfer Ortskerns baugeschichtlich und ortsgeschichtlich von Bedeutung | 09283210 |
| Weitere Bilder                          | Wohnstallhaus, Seitengebäude, Scheune und Hofeinfahrt eines Dreiseithofes, dazu Gedenkstein | Stauseeweg 5 (Karte)                    | bez. 1838 (Wohnstallhaus)                                                   | Wohnstallhaus mit verputztem Fachwerkobergeschoss, Krüppelwalmdach und massivem, ortstypischem Schaugiebel mit Drillingsfenster (Palladio-Motiv), Auszugshaus hofabgewandt mit holzverschaltem Fachwerkobergeschoss, Scheune mit rückwärtigem abgeschlepptem Bereich und holzverkleideten Giebeln, im Garten obeliskartiger Gedenkstein für Friedr. Moritz Frost (gef. d. 18. Aug. 1870 bei St. Privat), als Zeugnis ländlicher Architektur und Volksbauweise ihrer Zeit und als Teil des alten Rennersdorfer Ortskerns baugeschichtlich und ortsgeschichtlich von Bedeutung | 09283209 |